# Gaël Suter
Gaël Suter (Aigle, 23 de marzo de 1992) es un deportista suizo que compite en ciclismo en la modalidad de pista. Ganó dos medallas en el Campeonato Europeo de Ciclismo en Pista de 2016, oro en la carrera de scratch y plata en el ómnium.

## Medallero internacional
| Campeonato Europeo | Campeonato Europeo       | Campeonato Europeo | Campeonato Europeo |
| Año                | Lugar                    | Medalla            | Competición        |
| ------------------ | ------------------------ | ------------------ | ------------------ |
| 2016               | Saint-Quentin ( Francia) | Medalla de oro     | Scratch            |
| 2016               | Saint-Quentin ( Francia) | Medalla de plata   | Ómnium             |